# Парламентарни избори в България (1966)
Парламентарните избори се провеждат на 27 февруари 1966 г. в Народна република България и са за V народно събрание.

## Обща информация
На избирателите е предоставена една единствена листа с кандидатите на Отечествения фронт, доминиран от Българската комунистическа партия. Според официалните данни само 2 089 от тях са гласували против листата, а други 5 744 072 са подкрепили. Избирателната активност е 99,6%.

## Резултати
| Партия                    | Гласове   | %     | Места |
| ------------------------- | --------- | ----- | ----- |
| Отечествен фронт          | 5 744 072 | 99,96 | 415   |
| Против                    | 2 089     | 0,04  | –     |
| Невалидни/празни бюлетини | 6 651     | –     | –     |
| Общо                      | 5 752 812 | 100   | 415   |
| Източник: Nohlen & Stöver |           |       |       |